# Marxa Beret
Marxa Beret ist der größte Skimarathon in Spanien und wird jährlich Anfang Februar in den Pyrenäen im Val d’Aran veranstaltet. Der Start und das Ziel liegen im Wintersportgebiet von Baqueira-Beret auf einer Höhe von 1850 m ü. NN. Der Wettkampf wurde 2012 Bestandteil der Euroloppet-Serie. Die Läufe werden in klassischer Technik über 42 km, 20 km und 10 km ausgetragen.